# Юрьев, Аким Александрович
Аки́м Алекса́ндрович Ю́рьев (13 сентября 1880 года, Юрьева Пристань, Урман-Кудеевская волость, Уфимская губерния, Российская империя — 5 марта 1957, СССР) — революционер; советский государственный деятель. Член РСДРП (с 1902 года).

## Биография
Учился в Казанском университете (исключён). Был арестован и осуждён к административной высылке на 5 лет в Сибирь, освобождён.
В 1917—1918 годах — редактор газеты «Вперёд» (Уфа) и комиссар труда Уфимской губернии.
В 1918 году — председатель Уфимского губернского СНХ.
А. А. Юрьев был первым комиссаром Уфимского телеграфа.
В марте 1918 года А. А. Юрьева забрали в Москву, в Наркомпрод. Июль 1918—1921 г. — член коллегии Народного комиссариата продовольствия РСФСР.
В 1921—1924 годах — член Малого Совнаркома РСФСР.
В 1924—1927 годах — торговый представитель СССР в Турции.
В 1941—1955 годах — главный библиотекарь отдела рукописей Государственной библиотеки имени В. И. Ленина.
В 1955 году назначен директором Архива внешней политики МИД СССР.
С 1955 года — на пенсии.
Похоронен в Москве на Новодевичьем кладбище.